# Dominic Calvert-Lewin
Dominic Nathaniel Calvert-Lewin (født 16. marts 1997) er en engelsk professionel fodboldspiller, som spiller som angriber for Premier League-klubben Leeds United.

## Klubkarriere

### Sheffield United
Calvert-Lewin begyndte sin karriere hos Sheffield United, hvis ungdomsakademi han kom igennem. Han blev i 2014 udlånt til Stalybridge Celtic, hvor han gjorde sin førsteholdsdebut.
Calvert-Lewin fik sin førsteholdsdebut hos Sheffield United den 25. april 2015 i en League One-kamp imod Leyton Orient. Han spillede dog stadig næsten eksklusivt med ungdomsholdet. Han blev i 2016-17 sæsonen udlånt til Northampton Town.
Efter lejeaftalen vendte han tilbage til Sheffield United, men hans spilletid var dog fortsat begrænset.

### Everton
Calvert-Lewin skiftede i august 2016 til Everton. Efter at have haft begrænset spilletid i sin første sæson med klubben, så havde Calvert-Lewin sit gennembrud i 2017-18 sæsonen, hvor han blev en vigtig del af førsteholdet.
Calvert-Lewin scorede sit første hattrick den 19. september 2020 i en kamp imod West Bromwich Albion. Han scorede bare 11 dage senere igen et hattrick. Han sluttede 2020-21 sæsonen med 21 mål i 33 kampe, og blev kåret til årets spiller i klubben.
Han kunne dog ikke fortsætte denne succes i de kommende sæsoner, hvor skadesproblemer begrænsede hans spilletid. Hans bedste sæson herefter var 2023-24 sæsonen, hvor han scorede syv sæsonmål. Han forlod klubben i sommeren 2025, da hans kontrakt udløb.

### Leeds United
Calvert-Lewin skiftede i august 2025 til Leeds United.

## Landsholdskarriere

### Ungdomslandshold
Calvert-Lewin har repræsenteret England på flere ungdomsniveauer.
Calvert-Lewin var del af Englands trup til U/20-VM i 2017, hvor at England vandt verdensmesterskabet. Han scorede her det ene og vindene mål i finalekampen imod Venezuela.
Calvert-Lewin var også del af Englands trup til U/21-EM i 2019.

### Seniorlandshold
Calvert-Lewin debuterede for Englands landshold den 8. oktober 2020. Han var del af Englands trup EM 2020.

## Titler
England U/20
- U/20 Verdensmesterskabet: 1 (2017)

Individuelle
- England U/21 Årets spiller: 1 (2018)
- Everton Årets spiller: 1 (2020-21)